# Glossário de filosofia
Este é um Glossário de filosofia com definições breves sobre os termos mais comuns. Quase todos os termos aparecem na Bibliografia, os termos não encontrados obrigatoriamente possuem referência direta.

## A
- Absoluto

Expressão usada para descrever uma referência fundamental ou realidade última, em contraste ao relativo. Utilizada em ontologia, no idealismo alemão e na filosofia das religiões.[carece de fontes?]
- Absolutismo

A posição de que, em um determinado domínio de pensamento, todas as afirmações nesse domínio ou são absolutamente verdadeiras ou absolutamente falsas: nada é verdadeiro para algumas culturas ou épocas, enquanto falsas para outras culturas ou épocas. Estas declarações são chamadas verdades absolutas. Uma reação comum por aqueles que recentemente criticam o absolutismo é a declaração de verdade absoluta: "as verdades absolutas não existem".[carece de fontes?]
- - Absolutismo esclarecido

Uma forma de governo de governantes que foram influenciados pelo Iluminismo (século XVIII e início do século XIX na Europa).[carece de fontes?]
- - Absolutismo moral

A posição de que há padrões absolutos contra o qual as questões morais podem ser julgadas, e que certas ações são certas ou erradas independentemente do contexto.[carece de fontes?]
- Absurdismo

Filosofia que afirma que os esforços do homem para encontrar significado no universo acabarão por falhar porque não existe tal significado (pelo menos em relação ao homem). O absurdismo está relacionada com o existencialismo, mas não deve ser confundida com ele ou o niilismo.[carece de fontes?]
- Acidente

- - Acidentalismo

Qualquer sistema de pensamento que nega o nexo causal e mantém que os acontecimentos se sucedem ao acaso ou por acaso (não na matemática, mas no sentido popular). Na metafísica, o acidentalismo nega a doutrina de que tudo ocorre ou resulta de uma causa definida. Neste contexto, é sinônimo de Tiquismo, um termo usado por Charles Sanders Peirce para as teorias que tornam acaso um fator objetivo no processo do Universo.[carece de fontes?]
- Acosmismo

Do grego a (negação) + cosmos (ordem, mundo). Termo com o qual Hegel caracteriza a filosofia de Spinoza, interpretando neste uma afirmação da prioridade ontológica de Deus sobre o mundo, que seria uma aparência deficitária de realidade, contrapondo-se, assim, à acusação tradicional de que Spinoza estaria propondo um ateísmo.
- Agnosticismo

O ponto de vista filosófico que os valores da verdade de certas afirmações - particularmente as afirmações teológicas sobre a existência de Deus, deuses ou divindades - são desconhecidas, inerentemente incognoscíveis, ou incoerentes, e, portanto, (alguns agnósticos podem ir mais longe em dizer) irrelevantes para a vida. O agnosticismo, em ambas as formas, forte (explícito) e fraco (implícito), é, necessariamente, uma posição não-ateu e não-teísta, embora uma pessoa agnóstica também pode ser um ateu, um teísta, ou alguém que não endossa nenhuma posição.[carece de fontes?]
- - Ateísmo agnóstico

O ponto de vista filosófico, que engloba tanto o ateísmo e agnosticismo. Devido à variação de definição, um agnóstico ateu não acredita em Deus ou deuses e, por extensão, é verdade: "a existência e não-existência de deuses é desconhecida e pode ser absolutamente desconhecido", ou "conhecimento da existência e não-existência de divindades é irrelevante ou sem importância" ou "abstenção de reivindicações de conhecimento da existência e não-existência de divindades é o ideal".[carece de fontes?]
- - Teísmo agnóstico

O ponto de vista filosófico, que engloba tanto o teísmo e quanto o agnosticismo. Um teísta agnóstico é aquele que vê que o valor de verdade de afirmações sobre a existência de deus(es) é desconhecida ou intrinsecamente incognoscível, mas prefere acreditar em deus(es), apesar disso.[carece de fontes?]
- - Agnosticismo forte

Também conhecido como agnosticismo explícito e agnosticismo positivo, é a visão de que a evidência no universo é tal que é impossível para os seres humanos saberem se existem ou não quaisquer divindades.[carece de fontes?]
- - Agnosticismo fraco

A posição de que a evidência é tal que a existência ou não existência de divindades é atualmente desconhecida, mas não é necessariamente incognoscível. Também chamado agnosticismo implícito, agnosticismo empírico e agnosticismo negativo.[carece de fontes?]
- Altruísmo

A crença de que as pessoas têm a obrigação moral de servir aos outros ou ao "bem maior", termo cunhado (defendido / criado) por Auguste Comte. Geralmente o posto são o auto-interesse ou egoísmo.[carece de fontes?]
- Anarquismo

Na política, qualquer um de uma série de pontos de vistas que procura eliminar todas as formas de dominação, como o capitalismo, o Estado, o racismo, patriarcado, especismo entre outros. Entre as diferentes correntes do pensamento anarquista, os princípios mais comuns são os de autogestão, ação direta e socialização da propriedade privada dos meios de produção.[carece de fontes?]
- Animismo

O "animismo" foi aplicado a muitos sistemas diferentes de filosofia. Isso inclui a visão de Aristóteles sobre a relação da alma e do corpo, realizada também pelos estoicos e escolásticos. Por outro lado, a monadologia (Leibniz) também tem sido descrita como anímica. O nome é mais comumente aplicado ao vitalismo, o que torna a vida, ou a vida e a mente, o princípio da directiva em evolução e crescimento, sustentando que a vida não é meramente mecânica, mas que existe uma força diretriz que orienta a energia sem alterar a sua quantidade. Uma classe totalmente diferente de ideias, também denominado animista, é a crença na alma do mundo (anima mundi), de Platão, Schelling e outros. Por fim, nas discussões sobre religião, o "animismo" refere-se à crença em almas ou espíritos, as chamadas religiões "primitivas" que consideravam que tudo possui espírito.[carece de fontes?]
- Antropocentrismo

Também chamado Homocentrismo, é a prática, consciente ou não, de considerar a existência e/ou preocupações dos seres humanos, como o fato central do universo. Isto é semelhante, mas não idêntico, à prática de relacionar tudo o que acontece no universo à experiência humana. Para esclarecer, a primeira posição conclui que o fato da existência humana é o ponto da existência universal, este último apenas compara todas as atividades desta a humanidade, sem fazer quaisquer conclusões teleológicas.[carece de fontes?]
- Antropomorfismo

Uma forma de personificação (aplicando qualidades humanas ou animais a objetos inanimados) e semelhante à prosopopeia (adotar a personalidade de outra pessoa), é a atribuição de características humanas e qualidades para seres não-humanos, objetos ou fenômenos naturais. Animais, forças da natureza, e autores invisíveis ou desconhecidas de azar são temas freqüentes de Antropomorfose. Dois exemplos são a atribuição de um corpo humano ou de qualidades humanas, geralmente a Deus (ou deuses), e criar pessoas imaginárias que são a personificação de uma abstração, como A Morte, A Luxúria, A Guerra, ou os Quatro Cavaleiros do Apocalipse.[carece de fontes?]
- Antinatalismo

Posição filosófica que atribui um valor negativo ao nascimento. Antinatalistas argumentam que as pessoas devem se abster de procriar pois é um ato moralmente ruim.[carece de fontes?]
- Antinomianismo

Na teologia é a ideia de que os membros de um determinado grupo religioso não está sob nenhuma obrigação de obedecer às leis de ética ou moral, tal como apresentado pelas autoridades religiosas. O antinomianismo é o oposto do Legalismo, a noção de que a obediência a um código de lei religioso é necessário para a salvação. O termo tornou-se um ponto de discórdia entre as autoridades religiosas opostas. Poucos grupos ou seitas explicitamente chamam-se "antinomiano", mas a carga muitas seitas são assim definidas por seitas concorrentes.[carece de fontes?]
- Antirrealismo

Qualquer posição que envolve tanto a negação da realidade objetiva das entidades de um determinado tipo ou a insistência de que deveríamos ser agnósticos sobre sua existência real. Assim, podemos falar de antirrealismo em relação a mente do outro, o passado, o futuro, os universais, as entidades matemáticas (como os números naturais), as categorias morais, o mundo material, ou mesmo o pensamento.[carece de fontes?]
- Aporia

Palavra que significa dificuldade teorética, termo que encontraremos muitas vezes nas obras de filosofia – popularmente, seria “um quebra-cabeças”.[carece de fontes?]
- Aristotelismo

Tradição da filosofia que tem como inspiração a definição da obra de Aristóteles. Às vezes, contrastadas pelos críticos com o racionalismo e o idealismo de Platão, o aristotelismo é entendido por seus defensores como o desenvolvimento critico das teorias de Platão. Mais particularmente, o aristotelismo traz os ideais de Platão para a realidade como metas e bens internos às espécies naturais que são realizados em atividade. Essa é a ideia caracteristicamente aristotélica da teleologia.[carece de fontes?]
- Arminianismo

Fundada por Jacobus Arminius, é visão que se opõe à ideia calvinista da predestinação.[carece de fontes?]
- Ascetismo

Denota uma vida caracterizada por abster-se dos prazeres mundanos (austeridade). Em um contexto mais cínico, o ascético pode conotar algum tipo de punição ou auto-mortificação ritual do corpo ou renúncia ao prazer. No entanto, a palavra certamente não implica necessariamente uma conotação negativa.[carece de fontes?]
- Associativismo

Um projeto político onde "bem-estar humano e a liberdade são tanto mais bem servidos quando o maior número de casos de uma sociedade possível são geridos por associações voluntárias e auto-reguladas". O associacionismo "dá prioridade à liberdade em sua escala de valores, mas afirma que essa liberdade só pode ser perseguida de forma eficaz se as pessoas juntar-se com os seus companheiros".
- Ataraxia

Indiferença, "ausência de inquietude", "tranquilidade de ânimo".[carece de fontes?]
- Ateísmo

A condição de não ter crenças teístas; a ausência de crença na existência de deuses, contrastando, assim, com o teísmo. Esta definição inclui tanto aqueles que afirmam que não há deuses quanto aqueles que não creem na existência de deuses.[carece de fontes?]
- Atomismo

A teoria de que todos os objetos do universo são compostos por elementos muito pequenos e indestrutíveis. (Este é o caso para os ocidentais [isto é, o grego] teorias do atomismo. Budistas também têm teorias bem desenvolvidas do atomismo, que envolvem átomos momentâneos, ou não-eternos, que alternam dentro e fora da existência).[carece de fontes?]
- Atomismo social

O ponto de vista de que os indivíduos e nas as instituições sociais e os valores são o objecto adequado de análise, uma vez que todas as instituições e valores meramente acumulam as aspirações dos indivíduos.[carece de fontes?]
- Atomismo lógico

Bertrand Russell desenvolveu o atomismo lógico numa tentativa de identificar os átomos do pensamento, os pedaços de pensamento que não podem ser divididos em partes menores de pensamento.[carece de fontes?]
- Autoritarismo

Uma organização ou um Estado que impõe medidas fortes e, por vezes opressivas contra aqueles em sua esfera de influência, geralmente sem tentativas de ganhar consentimento e, muitas vezes não permitindo feedback sobre suas políticas. Em um Estado autoritário, os cidadãos estão sujeitos à autoridade do Estado em muitos aspectos de suas vidas. Existem vários graus de autoritarismo, até mesmo estados muito democráticas e liberais pode mostrar o autoritarismo, em certa medida, por exemplo, em relação a áreas de segurança nacional, imigrações etc.[carece de fontes?]
- Automatismo ou Automatismo surrealista

Uma técnica artística espontânea de escrita, desenho, etc praticado sem consciência e auto-censura estética ou moral.[carece de fontes?]
- Axiologia

Disciplina que estuda os valores.[carece de fontes?]

## B
- Biologismo

Ou (determinação biológica), é a interpretação dos seres humanos e da vida humana a partir de um ponto de vista estritamente biológico, e está intimamente relacionado com o determinismo genético.[carece de fontes?]
- Behaviorismo

Uma abordagem da psicologia baseada na proposição de que o comportamento pode ser pesquisado cientificamente sem recorrer a estados mentais internos. É uma forma de materialismo, negando qualquer significado independente para a mente. Sua importância para o tratamento psicológico tem sido profunda, tornando-se um dos pilares da terapia farmacológica.[carece de fontes?]
- Budismo

Uma religião dârmica e filosofia baseada nos ensinamentos do Buda, Sidarta Gautama. Os ensinamentos básicos do budismo tem a ver com a natureza do sofrimento ou insatisfação (dukkha) e sua prevenção através de princípios éticos (o caminho óctuplo). O Budismo se originou na Índia, e é hoje amplamente seguido no leste da Ásia, incluindo China, Japão, Coreia, Tibete, e Tailândia. O Budismo é dividido em diferentes seitas e movimentos, dos quais o maior é o Mahayana, Theravada e Vajrayana.[carece de fontes?]

## C
- Cartesianismo

Uma filosofia baseada nas ideias e obras de René Descartes.[carece de fontes?]
- Classicismo

Nas artes, geralmente se refere a um grande respeito pela antiguidade clássica, como o estabelecimento de normas para gostos que o classicista procura imitar. O classicismo é geralmente contrastado com o romantismo, a arte do classicismo normalmente procura ser formal, contida, e apolínea (nada em excesso) ao invés de dionisíaca (excessiva), em oposição a Friedrich Nietzsche. Também pode se referir aos demais períodos do classicismo.[carece de fontes?]
- Coerentismo

Existem dois tipos distintos de coerentismo. Um refere-se à teoria da coerência da verdade, o que restringe as frases verdadeiras àquelas que são coerentes a um conjunto específico de sentenças. A crença de algo ser verdadeiro no caso é coerente com todas ou a maioria de suas outras crenças. Normalmente, a coerência é levada a entender algo mais forte do que a mera consistência. Declarações que são abrangentes e atendem aos requisitos de Navalha de Occam são geralmente preferíveis. O segundo tipo de coerentismo é a crença na teoria da coerência por justificação, uma teoria epistemológica oposta ao fundacionalismo e oferece uma solução para o argumento de regressão. Nesta capacidade epistemológica, é uma teoria sobre como a crença pode ser justificada.[carece de fontes?]
- Cognitivismo

Na ética, o cognitivismo é a visão filosófica de que as sentenças éticas expressam proposições e, portanto, são capazes de ser verdadeiras ou falsas. Mais geralmente, a respeito de qualquer área do discurso a posição do cognitivismo é que as frases utilizadas nesse discursos são cognitivas, isto é, são significativas e capaz de serem verdadeiras ou falsas. Na psicologia, o cognitivismo é a abordagem para a compreensão da mente que argumenta que a função mental pode ser entendida como a regra "interna" da manipulação de símbolos.[carece de fontes?]
- Comportamentismo

É uma abordagem em ciência política que visa proporcionar uma abordagem quantificada e objetiva para explicar e prever o comportamento político. Está associada ao surgimento das ciências do comportamento, modelada após as ciências naturais.[carece de fontes?]
- Conceitualismo

Uma doutrina em filosofia intermediária entre nominalismo e realismo, em que os universais só existem na mente e não tem realidade externa ou substancial.[carece de fontes?]
- Condicionalidade

Doutrina que nega o absoluto e classifica-o como mera ficção, é por algumas correntes materialistas.[carece de fontes?]
- Consequencialismo

A crença de que o que importa em última análise, na avaliação de ações ou políticas de ação são as consequências que resultam da escolha de uma ação ou política, em vez da alternativa.[carece de fontes?]
- Construtivismo

A visão de que a realidade, ou pelo menos o nosso conhecimento sobre ela, é uma construção subjetiva carregada de valor, em vez de uma aquisição passiva de características objetivas.[carece de fontes?]
- Consumismo

Apego aos valores materialistas ou posses.[carece de fontes?]
- Contingência

Contingente é um termo utilizado na filosofia clássica para descrever algo que não é necessário, uma possibilidade que ocorre mas que poderia ser outra e não existir absolutamente.[carece de fontes?]
- Cosmovisão

Trabalha com as intuições Eidos e com visões gerais de mundo, movimentos do espírito que captam a estrutura essencial de um objeto e ao mesmo tempo o individuam, a filosofia também seria uma cosmovisão. Isso proporciona à cosmovisão a capacidade de ser modeladora do mundo e de mundos, à medida que é uma imago mundi inalterável, diferente do devir transitório das realidades que ela capta em si. Como cosmovisão, a filosofia engloba o devir histórico humano e o transmuta em uma indagação sobre a origem, as formas e as propriedades fundamentais do espírito, do pensamento e da temporalidade.[carece de fontes?]

## D
- Dedutivismo

A filosofia que sustenta que a investigação científica procede por formular uma hipótese de uma forma que poderia concebivelmente ser falsificada por um teste com dados observáveis.[carece de fontes?]
- Deísmo

A visão de que a razão - ao invés de revelação ou tradição - deve ser a base da crença em Deus. Os deístas rejeitam ambas a religião organizada e a religião revelada e mantém que a razão é o elemento essencial em todo o conhecimento. Para uma "base racional para a religião", eles se referem ao argumento cosmológico (primeiro argumento-causa), o argumento teleológico (argumento do design), e outros aspectos do que foi chamado de religião natural. O deísmo tornou-se identificado com a crença clássica de que Deus cria mas não intervém no mundo, embora este não é um componente necessário do deísmo.[carece de fontes?]
- Deontologia

É uma parte da Filosofia que trata dos princípios, fundamentos e sistemas de moral. Uma teoria ética considerada unicamente em dever e direitos, onde se tem uma obrigação moral imutável de se respeitar um conjunto de princípios definidos. Assim, os fins de qualquer acção nunca justificam o meio neste sistema ético. Se alguém faz seu dever moral, então não importa se isso teve consequências negativas. Portanto, o consequencialismo é a antítese filosófica dessa teoria.[carece de fontes?]
- Desconstrucionismo

é uma escola e um conjunto de métodos de crítica textual que tem como objetivo compreender os pressupostos e ideias que formam a base para o pensamento e a crença. Também chamado de "desconstrução", a sua preocupação central é uma crítica radical da metafísica da tradição filosófica ocidental, em que se identifica um logicentrismo ou "metafísica da presença", que sustenta que o discurso-pensamento (logos) é um privilegiado, ideal, e entidade auto-presente, através do qual todos os discursos e significado derivam. Este logocentrismo é o alvo principal da desconstrução.[carece de fontes?]
- Determinismo

A proposição filosófica que cada evento, incluindo a cognição humana, suas decisões e ações, são causalmente determinadas por uma cadeia ininterrupta de ocorrências anteriores.[carece de fontes?]
- Devir

Constante vir-a-ser, o que o ser deixa de ser o que é, para começar a ser outra coisa.[carece de fontes?]
- Dialeteísmo

Doutrina metafísica segundo a qual existem contradições verdadeiras.[carece de fontes?]
- Dialética

Arte de esclarecer por meio de ideias. Todo método dialético é o de pôr e opor opiniões para observar os resultados do choque das ideias opostas, contrárias, contraditórias ou distintas; pode a dialética, além de aplicada no campo das ideias, o ser também no campo da natureza, bem como constituir uma cosmovisão, no que consistiria em considerar o ser finito como devir, o que revelaria uma razão interna de oposição de ordens, sem deixar de compreender o ser como imutável na sua essência, mas mutável nas suas manifestações.[carece de fontes?]
- Disjuntivismo

Uma visão realista direta que rejeita a existência de alguns dados dos sentidos.[carece de fontes?]
- Dogmatismo

A adesão inflexível às crenças rígidas ou doutrinas estabelecidas por uma religião, ideologia ou qualquer tipo de organização, considerada autoritária e das quais não pode disputar, duvidar ou divergir. Uma posição dogmática não é aberta ao argumento racional e é "estabelecida" apenas de acordo com um determinado ponto de vista, e, portanto, de fundamento duvidoso.[carece de fontes?]
- Doxa (δόξα)

Opinião, no sentido literal.[carece de fontes?]

## E
- Ecletismo

Uma abordagem conceitual que não se mantém rigidamente em um único paradigma ou conjunto de suposições, mas em vez disso se baseia em múltiplas teorias, estilos e ideias para obter insights complementares de um assunto, ou aplica-se diferentes teorias em casos particulares.[carece de fontes?]
- Eidos (εἶδος)

Palavra grega que significa ideia. O eidético é imutável e intemporalmente válido, refere-se à forma intrínseca.[carece de fontes?]
- Emanacionismo

Crença de que a realidade necessariamente procede de um primeiro princípio.[carece de fontes?]
- Eudaimonia

A palavra é composta por "eu" ("bom") e "daimōn" ("espírito"), pode ser rudemente traduzido como "felicidade", "supremo bem-estar" ou "plenitude". Trata-se de um dos conceitos centrais da ética de Aristóteles e representa o objetivo máximo da natureza humana, não apenas do homem enquanto bicho político, mas também enquanto agrupamento de homens, ou seja, da cidade.[carece de fontes?]
- Epistéme (ἐπιστήμη)

O saber especulativo.[carece de fontes?]
- Ethos

Conjunto dos costumes e hábitos fundamentais, no âmbito do comportamento (instituições, afazeres etc.) e da cultura (valores, ideias ou crenças), característicos de uma determinada coletividade, época ou região.[carece de fontes?]

## F
- Falibilismo

Doutrina de que a certeza absoluta sobre o conhecimento é impossível, ou pelo menos que todas as alegações de conhecimento pode, em princípio, estarem enganadas. Como uma doutrina formal, é mais fortemente associada a Charles Sanders Peirce, que a usou em seu ataque ao fundamentalismo. Ao contrário de ceticismo, o falibilismo não implica na necessidade de abandonar o nosso conhecimento, não precisamos ter justificativas logicamente conclusivas para o que sabemos. Pelo contrário, é uma admissão de que porque o conhecimento empírico pode ser revisto por outra observação, todo o conhecimento, exceto o que é axiomaticamente verdadeiro (como o conhecimento matemático e lógico) existe em um constante estado de fluxo.[carece de fontes?]
- Falsificacionismo

A ideia de que uma proposição ou teoria não pode ser científica se não admitir a possibilidade de ser mostrada ser falsa. Por exemplo, a proposição "Todos os corvos são pretos" é uma proposição científica, porque pode ser falsificada pela observação de um corvo branco. Da forma desenvolvida pelo filósofo Popper, o falsificacionismo é um enfoque científico baseado na convicção de que é impossível provar realmente qualquer coisa.
- Fascismo

Ideologia política e movimento de massa que procura colocar a nação, definida em termos biológicos, culturais e históricos exclusivos, acima de todas as outras lealdades e assim criar uma comunidade nacional mobilizada. Muitas características diferentes são atribuídas ao fascismo por diferentes estudiosos, mas os seguintes elementos geralmente são vistos como suas partes integrantes: o nacionalismo, o autoritarismo, o militarismo, o corporativismo, o totalitarismo, o coletivismo, o anti-liberalismo e anti-comunismo.[carece de fontes?]
- Fatalismo

A visão de que a deliberação e as ações humanas são inúteis e ineficazes para determinar eventos, porque tudo o que será, será.
Um argumento antigo, chamado de argumento ocioso, era: "Se está destinado a você se recuperar de sua doença, então você vai se recuperar se você chamar ou não um médico ou não. Da mesma forma, se você está fadado a não se recuperar, você não vai se recuperar, mesmo se chamar um médico. Assim, chamar um médico não faz diferença." Argumentos como este são normalmente rejeitados até mesmo por deterministas causais, que podem dizer que pode ser determinado que só um médico pode curá-lo.[carece de fontes?]
- Fático

Algo mutável e contingente, não necessário.[carece de fontes?]
- Feminismo

Um diversificado conjunto de teorias sociais, movimentos políticos e filosofias morais, em grande parte motivado por ou sobre as experiências das mulheres, especialmente em termos de sua situação social, política e econômica. Como movimento social, o feminismo se concentra em grande parte, limitando em erradicar a desigualdade de gênero, promover os direitos das mulheres, seus interesses e problemas na sociedade.[carece de fontes?]
- Frônese (φρόνησις)

O conhecer afetivo, análise do conceito e de seus conteúdos, do conhecimento como resultado de um processo de cooperação entre o sujeito e o objeto.[carece de fontes?]

## G
- Gnosticismo

Várias religiões místicas iniciáticas, seitas e escolas de conhecimento que foram mais proeminentes nos primeiros séculos. Também é aplicado aos avivamentos modernos destes grupos e, às vezes, por analogia a todos os movimentos religiosos baseados na gnosis de um conhecimento secreto, o que portanto, pode levar a confusão.[carece de fontes?]

## H
- Hedonismo

Ponto de vista ético de que o prazer é o bem maior e que o prazer deve ser o padrão para decidir qual curso de ação a seguir. É geralmente associado a uma definição física, egoísta, ou não refinada de "prazer" do que o encontrada na doutrina relacionada do utilitarismo.:p. 127
- Hilozoísmo

Doutrina que segundo a qual toda matéria é viva e o mundo é um ser vivente que participa de uma alma do mundo.:p. 131
- HermenêuticaA Hermenêutica ou teoria da interpretação é uma abordagem filosófica que busca a compreensão correta dos tipos de comunicação e linguagem. A mesma é comumente associada ao mito de Hermes.

## I
- Igualitarismo

Doutrina política que defende que todas as pessoas devem ser tratadas como iguais.[carece de fontes?]
- Imaterialismo

Filosofia que sustenta que não existem objetos materiais, mas que toda a realidade é uma construção de uma percepção errada.[carece de fontes?]
- Incondicionalidade

Teoria apresentada com clareza por Descartes. Este afirmava o princípio supremo, e como chegar a ele.[carece de fontes?]

## J
- Jainismo

Religião dármica centrada em torno do ascetismo e da Ainsa, ou não-violência.[carece de fontes?]
- Jansenismo

Ramo do pensamento católico que enfatizava o pecado original, a depravação humana, a necessidade da graça divina e a predestinação. Nomeado com base em Cornelius Otto Jansen.[carece de fontes?]

## K
- Kantismo

Filosofia que tem origem ou influência direta de Immanuel Kant, filósofo alemão nascido em Königsberg, Alemanha (atual Kaliningrado, Rússia). Os termos kantianismo ou kantiano podem se referir a posições contemporâneas em filosofia da mente, epistemologia e ética. Designa especialmente a filosofia crítica - o método analítico transcendental - que influenciará o idealismo alemão de Schelling, Fichte e Hegel, mesmo que rompendo com o kantismo.
- Kathenoteísmo

é um termo cunhado pelo filólogo Max Müller para significar a adoração de "um deus de cada vez".[carece de fontes?]
- Kierkegaardianismo

Conjunto de posições filosóficas, teológicas e psicológicas com base no trabalho do filósofo dinamarquês Søren Kierkegaard. A obra de Kierkegaard se concentra no indivíduo existente e sua luta para se tornar uma pessoa autêntica. A obra de Kierkegaard foi a base intelectual para o movimento filosófico do século XX, o Existencialismo.[carece de fontes?]

## L
- Liberalismo

Na política, a posição que favorece a liberdade como valor político. O liberalismo tem tomado vários significados ao longo da história, mas as semelhanças incluem o foco na liberdade individual, republicanismo democrático (democracia liberal) e igualdade perante a lei.
- Libertarianismo

Na metafísica, a alegação de que o livre arbítrio existe, em geral oposto ao determinismo. (Ver compatibilismo) Em filosofia política, qualquer uma das duas posições políticas anti-estatistas.[carece de fontes?]
- Logicismo

Uma das escolas de pensamento da filosofia da matemática, a teoria de que a matemática é uma extensão da lógica matemática e, portanto, tudo é redutível à lógica. Bertrand Russell e Alfred North Whitehead desafiaram esta teoria de Gottlob Frege. Frege desistiu do projeto depois que Russell reconheceu um paradoxo expondo uma ingênua inconsistência no conjunto da teoria. Russell e Whitehead continuaram com o projeto na obra Principia Mathematica.[carece de fontes?]

## M
- Maniqueísmo

Foi uma das principais religiões antigas. Apesar de sua forma organizada está extinta hoje, tentou-se uma um revival sob o nome de Neo-maniqueísmo. No entanto, a maioria dos escritos do fundador, o profeta Mani foram perdidos. Alguns estudiosos e polemistas anti-católicos afirmam que sua sutil influência continua no pensamento cristão ocidental através de Santo Agostinho de Hipona que se converteu ao cristianismo do maniqueísmo e cuja escrita continua a ser extremamente influente entre os teólogos católicos e protestantes.[carece de fontes?]
- Marxismo

Conjunto de posições filosóficas, políticas e econômicas, e movimentos baseados na obra de Karl Marx e Friedrich Engels. A história da Filosofia de Marx incluiu a noção da luta de classes dentro do materialismo dialético. O marxismo foi a base intelectual para o movimento político do século XX conhecido como comunismo e foi desenvolvido em várias facções, como o leninismo, stalinismo, maoísmo e trotskismo, cada um sob as ideias de um líder político particular.[carece de fontes?]
- Materialismo

O ponto de vista filosófico onde qual e a única coisa que realmente pode-se dizer que "existe" é a matéria, fundamentalmente todas as coisas são compostas de "material" e todos os fenômenos são o resultado de interações materiais.[carece de fontes?]
- - Materialismo dialético

Considerada a base filosófica do marxismo, afirma que as ideias e argumentos só podem existir como matéria e que o protohumano subconsciente não existe.[carece de fontes?]
- - Materialismo histórico

A abordagem metodológica para estudar a sociedade, a economia e a história, articulada pela primeira vez por Karl Marx. Sua proposição fundamental de materialismo histórico pode ser resumida no seguinte: Não é a consciência dos homens que determina sua existência, mas a sua existência social é que determina sua consciência.
- - Materialismo eliminativo

A versão absoluta do materialismo e do fisicalismo com respeito a entidades mentais e vocabulário mental, segundo a qual o nosso entendimento de senso comum da mente (o que os eliminativistas chamar psicologia popula) não é uma teoria viável para fundamentar a investigação científica: o comportamento e a experiência só podem ser adequadamente explicados no nível biológico. Portanto, nenhuma base neural coerente será encontrada por populares conceitos psicológicos cotidianas (como a crença, o desejo e a intenção, pois são ilusórios e portanto não têm qualquer substrato neurológico consistente. Os m materialistas eliminativos acreditam que a consciência não existe, exceto como um epifenômeno da função cerebral e alguns acreditam que o conceito acabará por ser eliminado a medida que a neurociência avançar.
- - Materialismo emergente

Uma filosofia que afirma que a mente é um existente irredutível em algum sentido, embora não no sentido de ser um simples ontológico e que o estudo dos fenômenos mentais é independente de outras ciências.[carece de fontes?]
- - Materialismo evolucionista

O ponto de vista filosófico que a única coisa que realmente pode-se dizer que "existe" é a matéria e que o processo de observar tal existência evolui e muda com o tempo. O materialismo de Marx e Engels é um materialismo evolucionista.
- - Materialismo francês

Uma filosofia que afirma que tanto a psicologia associacionista e eo mpirismo de John Locke com a totalidade de Isaac Newton estão corretas e compatíveis entre si. O materialismo francês pode ser definido como sendo um materialismo inglês destituído de qualquer ideia de conciliação teológica (Locke) e prolongado pelo racionalismo num sentido revolucionário.
- Mecanicismo

A teoria de que todos os fenomenos naturais podem ser explicados por causas físicas. Pode ser contrastado com o vitalismo, a teoria filosófica de que as forças vitais estão ativas em organismos vivos, de modo que a vida não pode ser explicada apenas por um mecanismo.[carece de fontes?]
- Meliorismo

A ideia de metafísica que os seres humanos podem, por meio de sua interferência com os processos naturais, produzir uma melhoria sobre o resultado natural. É o fundamento da democracia liberal contemporânea e dos direitos humanos, e é contrastada pelo conceito de apologismo.

## N
- Nativismo

A oposição à imigração que se originou na política dos Estados Unidos e que distingue os americanos entre os que nasceram nos Estados Unidos e os imigrantes de "primeira geração". Baseia-se em medos dos imigrantes não compartilharem valores supostamente americanos.[carece de fontes?]
- Naturalismo

Qualquer uma das várias posturas filosóficas, geralmente descendentes do materialismo e do pragmatismo, que não distinguem o sobrenatural (incluindo entidades estranhas como valores não-naturais e universais, como são popularmente concebidas) da natureza. O naturalismo não necessariamente afirmam que fenômenos ou hipóteses comumente rotuladas como sobrenaturais não existem ou estão errados, mas insiste em que todos os fenômenos e hipóteses podem ser estudados pelos mesmos métodos e, portanto, qualquer coisa considerada sobrenatural é inexistente, incognoscível, ou não é inerentemente diferente dos fenômenos naturais ou hipóteses.[carece de fontes?]
- - Naturalismo humanista

A crença de que os seres humanos, bem como plantas e animais, são extensões divinas e intrínsecas da natureza. Seus seguidores compartilham um respeito mútuo para as coisas criadas diretamente pela natureza, mesmo que uma vida precise se alimentar de outra vida para sua continuidade. Enquanto a maioria dos crentes são capazes de se adaptar às mudanças modernas, os naturalistas preferem uma troca justa de recursos, como foi no caso das ex-sociedades agrícolas e dos caçadores-coletores. A indústria e tecnologia estão em oposição exata ao naturalismo.[carece de fontes?]
- - Naturalismo legal

Termo cunhado por Olufemi Taiwo para uma corrente na filosofia social de Karl Marx que pode ser interpretada como de Direito Natural. Taiwo considerou a manifestação da Lei Natural em um contexto materialista dialético.[carece de fontes?]
- - Naturalismo metafísico

A crença de que a natureza é, de facto, tudo o que existe. O termo se aplica a qualquer visão de mundo em que a natureza é tudo que existe e todas as coisas sobrenaturais não existem (incluindo espíritos e almas, os valores não-naturais e universais, como são popularmente concebidos).[carece de fontes?]
- - Naturalismo metodológico

Tentar todo o possível antes de dizer que um ser sobrenatural/Deus fez algo.[carece de fontes?]
- Necessitarismo

Um princípio metafísico que nega que quaisquer fatos ou eventos são contingentes ou indeterminados, a partir de ações humanas com as leis da física em si.[carece de fontes?]
- Niilismo

É uma visão filosófica de que o mundo e especialmente a existência humana não tem significado, propósito, verdade compreensível, ou valor essencial. É mais frequentemente a acusação lançada contra uma determinada ideia do que uma posição para a qual alguém está abertamente subscrito. Movimentos como o Dada, desconstrucionismo, e o punk foram descritos por vários observadores como "niilistas".[carece de fontes?]
- Nominalismo

A crença de que os universais ou os conceitos mentais não têm objetivo real e existem apenas como palavras ou "nomes".[carece de fontes?]
- Noologia

Examina o funcionamento psicológico racional e suas raízes intuitivas e afetivas, além da problemática gnosiológico-crítica, que pertence especificamente ao campo da Teoria do Conhecimento. Seu objeto material é o fato psíquico, sendo o formal, esse mesmo fato examinado especificamente no campo antropológico.[carece de fontes?]
- Não-cognitivismo

O ponto de vista meta-ético de que as declarações morais não afirmam proposições, ou seja, elas não expressam as alegações factuais ou crenças e, portanto, não têm valor de verdade. Este ponto de vista deve ser diferenciado do realismo moral, o ceticismo, o subjetivismo, o relativismo e o niilismo; os defensores dessas visões confessam que as declarações morais são ou verdadeiras ou falsas.[carece de fontes?]
- Não-teísmo

A ausência de crença tanto na existência quanto na não-existência de uma divindade (ou divindades, ou outros fenômenos numinosos). A palavra é muitas vezes empregada como um termo geral para todos os sistemas de crenças que não são teístas, incluindo o ateísmo (forte e fraco) e agnosticismo, bem como certas religiões orientais, como o confucionismo, taoísmo e o zen-budismo.[carece de fontes?]
- Númeno

O real tal como existe em si mesmo, de forma independente da perspectiva necessariamente parcial em que se dá todo o conhecimento humano; coisa-em-si, nômeno, noúmeno (embora possa ser meramente pensado, por definição é um objeto incognoscível).[carece de fontes?]

## O
- Ocasionalismo

É uma teoria filosófica sobre a causalidade afirmando que as substâncias criadas não podem ser causas eficientes de eventos. Em vez disso, todos os eventos são levados para serem causas diretamente pelo próprio Deus. (uma teoria relacionada tem sido chamado de "causação ocasional ', também nega uma relação de causalidade eficiente entre os eventos mundanos mas podem diferir quanto à identidade do verdadeiro motivo que os substitui).[carece de fontes?]
- Ôntico

Refere-se a toda a esquemática imanente ao ser tomado como gênero ou não, como facto de ser, extra mentis, independente do intelecto, isto é, dos esquemas noéticos de qualquer espécie.[carece de fontes?]
- Ontologia

Disciplina que estudar o ser. De acordo com a definição aristotélica, trata-se de “uma ciência que estuda o ser enquanto ser, e seus atributos essenciais. Ela não se confunde com nenhuma das outras ciências chamadas particulares, pois nenhuma delas considera o Ser em geral, enquanto ser, mas, recortando uma certa parte do ser, somente desta parte estudam o atributo essencial; como, por exemplo, procedem as ciências matemáticas.” 
A concepção foi alterada por Immanuel Kant. Para ele, conhecemos os fenômenos, e sabemos da existência do númeno (o real tal como existe em si mesmo), mas deste não temos nenhuma experiência sensível, isto é, não o intuímos pela intuição sensível, mas mediante uma dialética, que Kant chamou de transcendente. A Ontologia seria, então, a ciência do númeno.[carece de fontes?]
Modernamente, Martin Heidegger considera que a pergunta fundamental da Ontologia é: por que, em suma, há o existente em vez do Nada? Esta pergunta surgiu várias vezes no decorrer do processo histórico da filosofia. Então a Ontologia toma forma da meditação do homem sobre a mutabilidade, a variabilidade, a finitude, o devir mutável e transformador das coisas. Tudo muda, mas o que muda é algo que muda. Mas esse algo que conhece mutações, enquanto sustentáculo, não muda, é imutável. O mundo do devir é ao mesmo tempo a afirmação do mundo do ser. Em face dessa meditação estrutura-se a Ontologia.[carece de fontes?]
- Operacionalismo

A filosofia de definir um conceito em que as operações medem o conceito (as variáveis) através de observações específicas.[carece de fontes?]
- Organon

É o nome tradicionalmente dado ao conjunto das obras sobre lógica do filósofo Aristóteles, composto pelos livros: Categorias, Da Interpretação, Analíticos Anteriores, Analíticos Posteriores, Tópicos e Elencos Sofísticos[carece de fontes?]
- Otimismo

Historicamente, a posição filosófica de que este é o melhor de todos os mundos possíveis, geralmente associada com Gottfried Leibniz. Mais frequentemente usado para se referir a uma visão de mundo alegre ou positivo.[carece de fontes?]
- Organicismo

Orientação filosófica que afirma que a realidade é melhor compreendida como um todo orgânico. Por definição, é perto do holismo. Baruch Espinoza e Constantin Brunner são dois filósofos cujo pensamento é melhor compreendido como organicista.[carece de fontes?]

## P
- Pacifismo

Em ética ou política, é a oposição à guerra ou violência. Pode variar desde a defesa de soluções pacíficas para os problemas, até para uma postura em que qualquer violência ou força é considerada moralmente errada.[carece de fontes?]
- Pandeísmo

Combina o deísmo com o panteísmo para propor um Deus deísta que se torna um universo panteísta; cunhado por Moritz Lazarus e Heymann Steinthal em Zeitschrift für Völkerpsychologie und Sprachwissenschaft (1859).[carece de fontes?]
- Panenteísmo

Pan (tudo) + en (em) + théos (Deus), é a noção teísta de que todo o universo está em Deus, mas Deus possui uma essência maior do que o universo.[carece de fontes?]
- Panpsiquismo

A posição segundo a qual todas as partes da matéria implicam ou podem implicar consciência ou ainda a teoria que propõe que toda a natureza participa de uma dimensão espiritual ou mental do cosmo.
- Panteísmo

É a crença de que o universo (ou a natureza como a totalidade de tudo) é idêntica à divindade.[carece de fontes?]
- Particularismo

No estudo do conhecimento, o particularismo refere-se à abordagem onde se faz a pergunta "O que sabemos?" antes de perguntar "Como é que vamos saber?" O termo aparece na obra de Roderick Chisholm, O Problema do Critério, e no trabalho de seu aluno, Ernest Sosa (A jangada e a Pirâmide: Coerência contra Fundamentos em Teoria do Conhecimento). O particularismo é contrastado com o Metodismo, que responde a esta última questão antes da primeira. Uma vez que a pergunta "O que é que sabemos" implica que já sabemos e é fundamentalmente anti-cético.[carece de fontes?]
- Pthos

Afetividade. Denota qualidade no escrever, no falar, no musicar ou na representação artística que estimula o sentimento de piedade ou a tristeza; poder de tocar o sentimento da melancolia ou o da ternura; caráter ou influência tocante ou patética.[carece de fontes?]
- Pelagianismo

A crença de que o pecado original não mancha a natureza humana e que a vontade mortal, ainda é capaz de escolher entre o bem ou o mal sem a ajuda divina.[carece de fontes?]
- - Semipelagianismo

É uma compreensão teológica cristã sobre a salvação, derivada dos ensinamentos de Pelágio da Bretanha sobre a salvação. Ela ensina que é necessário aos seres-humanos darem o primeiro passo em direção a Deus e então Deus irá completar a salvação.[carece de fontes?]
- Perfeccionismo

Uma visão ética que mantém um indivíduo vive a boa vida na medida em que ela exerce com sucesso traços de caráter que fazem parte de sua natureza.[carece de fontes?]
- Personalismo

Uma escola de pensamento que consiste em três princípios fundamentais: 1) somente as pessoas são reais (no sentido ontológico), 2) somente as pessoas têm valor, e 3) apenas as pessoas têm livre-arbítrio. O personalismo floresceu no início do século XX na Universidade de Boston em um movimento conhecido como Personalismo de Boston e liderado pelo teólogo Borden Parker Bowne.
- Perspectivismo

Uma visão filosófica desenvolvida pelo filósofo alemão Friedrich Nietzsche que toda a percepção e ideação ocorre a partir de uma perspectiva particular, em termos de unidades internas como elucidado pela "vontade de poder".
- Princípio

Regra filosófica que pode ser aplicada indefinidamente sem apresentar contradições, como um axioma em geometria. Não há nada antes do princípio, que subordina todos os elementos conseguintes.[carece de fontes?]

## R
- Razão suficiente

A razão suficiente é a relação necessária de um objeto ou acontecimento com os outros.[carece de fontes?]

## S
- Semiótica

Pensamento do signo. Estabelece categorias gerais à luz das quais sistemas diferentes podem ser comparados.[carece de fontes?]
- Silogismo

Um silogismo é uma dedução formal, é um raciocínio que vai do geral ao particular ou ao singular. Consiste em estabelecer a necessidade de um juízo (conclusão), mostrando que ele é a consequência forçada de um juízo reconhecido por verdadeiro (maior) por intermédio de um terceiro juízo (menor), que estabelece, entre os dois primeiros, um laço necessário. Assim temos duas premissas — nome que se dá aos dois primeiros juízos — dos quais se infere um terceiro, chamado conclusão.[carece de fontes?]
- Sophoi (σοφοὶ)

Sábios gregos que dirigiam seus estudos para a solução de problemas dos conhecimentos meteorológicos.[carece de fontes?]
- Solipsismo

Posição racionalista em que o Eu é criador absoluto do mundo exterior.[carece de fontes?]

## T
- Tomismo

Sistema filosófico de Tomás de Aquino e de seus seguidores, sobretudo sua proposta de conciliar os dogmas do cristianismo com a filosofia de Aristóteles. O tomismo foi uma das mais importantes correntes do pensamento escolástico do final do período medieval. Embora inicialmente condenado (1277), teve inúmeros seguidores, sobretudo na Ordem dos Dominicanos a que pertencia Tomás de Aquino, sendo de grande importância no combate ao protestantismo durante a Contrarreforma (século XVI).[carece de fontes?]

## U
- Utilitarismo

Doutrina ética defendida sobretudo por Jeremy Bentham e John Stuart Mill. Na definição de Mill, "as ações são boas quando tendem a promover a felicidade, más quando tendem a promover o oposto da felicidade". As ações, boas ou más, são consideradas assim do ponto de vista de suas consequências, sendo o objetivo de uma boa ação, de acordo com os princípios do utilitarismo, promover em maior grau o bem geral. As críticas ao utilitarismo geralmente apontam para a dificuldade de se estabelecer um critério de bem geral, para o fato de que essa doutrina aceita o sacrifício de uma minoria em nome do bem geral, e para a não-consideração das intenções e motivos nos quais a ação se baseia, levando em conta apenas seus efeitos e consequências.[carece de fontes?]
- Utopia

Termo criado por Thomas Morus em sua obra A Utopia (1516), significando literalmente "lugar nenhum" (gr. ou: negação, topos: lugar), para designar uma ilha perfeita onde existiria uma sociedade imaginária na qual todos os cidadãos seriam iguais e viveriam em harmonia. A alegoria de Thomas Morus serviu de contraponto através do qual ele criticou a sociedade de sua época, formulando um ideal político-social inspirado nos princípios do humanismo renascentista. Em um sentido mais amplo, designa todo projeto de uma sociedade ideal perfeita. O termo adquire um sentido pejorativo ao se considerar esse ideal como irrealizável e portanto fantasioso. Por outro lado, possui um sentido positivo quando se defende que esse ideal contém o germe do progresso social e da transformação da sociedade. No período moderno são formuladas várias utopias como as de Campanella e Fourier.[carece de fontes?]
- Ubiquidade

Sinônimo de omnipresença, característica de um ser que está em toda parte. Em um sentido teológico, designa a presença espiritual de Deus em todo lugar.[carece de fontes?]
- Uno

Na filosofia neoplatônica, notadamente de Plotino, constitui o princípio supremo e inefável situado no cume da hierarquia das ideias: ele é a primeira hipóstase, idêntica ao Bem absoluto. Os escolásticos, ao tematizarem a ideia aristotélica de "transcendência", distinguem uma realidade transcendental (Deus) e os "transcendentais": o Uno, o Ser, o Verdadeiro e o Bem. Enquanto indiviso, o Uno é idêntico ao Ser, pois todo Ser é Uno. Daí Heidegger chamar a metafísica de "ontoteológica": situa-se entre o transcendente (Deus) e o transcendental (o Ser).
[carece de fontes?]
- Utensilibilidade

Diferentemente da noção moral e psicológica de "utilitarismo", a utensilibilidade é empregada por Heidegger para designar o uso que fazemos de uma coisa, o objetivo prático pelo qual a utilizamos, sem levar em conta seu valor próprio. Ex.: quando descemos uma escada, geralmente não pensamos no ser dessa escada.[carece de fontes?]

## V
- Vitalismo

Classicamente, o vitalismo é a doutrina que considera que existe em cada indivíduo, como ser vivo, um princípio vital, que não se reduz nem à alma ou à mente, nem ao corpo físico, mas que gera a vida através de uma energia própria. Na epistemologia contemporânea, concepção que defende a especificidade dos fenômenos vitais, argumentando contra o materialismo e o mecanicismo que a dimensão físico-química "não é capaz de agrupar, de harmonizar os fenômenos na ordem e na sucessão relativas especialmente aos seres vivos" (Claude Bernard).[carece de fontes?]
- Vontade

Disposição para agir. Exercício da atividade pessoal e consciente que resulta de um desejo e se concretiza na intenção de se obter um fim ou propósito determinado.[carece de fontes?]
- Vontade Schopenhaueriana

Conceito central da metafísica de Schopenhauer, desenvolvido sobretudo em sua obra O mundo como vontade e representação. "A vontade é a substância íntima, o meio de toda coisa particular e do todo. Ela se manifesta na força cega da natureza e se encontra na conduta racional do homem."[carece de fontes?]
- Vontade geral

Em um sentido político, originário principalmente de Rousseau, a vontade una e indivisível do corpo social considerada como um todo. Constitui assim a base da legitimação de todo ato de soberania, expressando a vontade do povo expressa pela maioria nos sistemas democráticos e definindo os conceitos de lei e de justiça adotados em uma sociedade.[carece de fontes?]
- Vontade de poder

Na filosofia de Friedrich Nietzsche, princípio afirmativo da vida, "só há vontade na vida, mas esta vontade não é querer viver, em verdade ela é vontade de dominar... A vida... tende à sensação de um máximo de potência, ela é essencialmente o esforço em direção a mais potência, sua realidade mais íntima, mais profunda, é o querer".[carece de fontes?]
- Vontade Kantiana

Para Immanuel Kant, a boa vontade é o conceito fundamental da moral: consiste em escolher aquilo que a razão reconhece como bom, independentemente de sua inclinação, submetendo-se assim ao imperativo categórico do dever. Ela é determinada objetivamente pela lei moral e, subjetivamente, pelo respeito a essa lei. Quando se dirige para o mal ou quando opta por não obedecer à lei moral, a vontade se converte em má vontade.[carece de fontes?]

## Z
- Zétesis

Conceito da filosofia cética para indicar a busca da verdade e da certeza sem que jamais se tenha a possibilidade de atingi-las. A zétesis é assim uma etapa intermediária entre a epoché, a suspensão do juízo motivada pela dúvida e a ataraxia, a tranquilidade gerada pelo reconhecimento de que a certeza definitiva é impossível. Uma corrente do ceticismo considera, entretanto, que o que caracteriza a filosofia é exatamente a busca, a procura, mesmo sem a expectativa de alcançar a certeza definitiva.[carece de fontes?]